# Veslanje na OI 1992.
Veslanje na Olimpijskim igrama u Barceloni 1992. godine je bilo organizirano u ukupno 14 disciplina u muškoj i ženskoj konkurenciji.
S po četiri zlatne medalje najviše su se istaknuli predstavnici Njemačke i Kanade.

## Osvajači medalja - muški
| Disciplina             | Zlato | Srebro: | Bronca: |
| Samac                  | Njemačka 6:51.40 Thomas Lange | Čehoslovačka 6:52.93 Vaclav Chalupa | Poljska 6:56.82 Kajetan Broniewski |
| Dvojac na pariće       | Australija 6:17.32 Peter Antonie Stephen Hawkins                                                                                                  | Austrija 6:18.42 Arnold Jonke Christoph Zerbst | Nizozemska 6:22.82 Nico Rienks Henk-Jan Zwolle |
| Četverac skul          | Njemačka 5:45.17 Andreas Hajek Michael Steinbach Stephan Volkert Andre Willms                                                                     | Norveška 5:47.09 Kjetil Undset Per Sætersdal Lars Bjønness Rolf Thorsen                                                                           | Italija 5:47.33 Alessandro Corona Gianluca Farina Rossano Galtarossa Filippo Soffici                                                                     |
| Dvojac bez kormilara   | Velika Britanija 6:27.72 Matthew Pinsent Steve Redgrave                                                                                           | Njemačka 6:32.68 Colin Ettingshausen Peter Holtzenbein                                                                                            | Slovenija 6:33.43 Iztok Čop Denis Žvegelj |
| Dvojac s kormilarom    | Velika Britanija 6:49.83 Garry Herbert (korm.) Gregory Searle Jonathan Searle                                                                     | Italija 6:50.98 Giuseppe Di Capua (korm.) Carmine Abbagnale Giuseppe Abbagnale                                                                    | Rumunjska 6:51.58 Dimitrie Popescu Dumitru Raducanu Nicolaie Taga                                                                                        |
| Četverac bez kormilara | Australija 5:55.04 Andrew Cooper Nicholas Green Mike Mckay James Tomkins                                                                          | SAD 5:56.68 Jeffrey Mclaughlin William Burden Thomas Bohrer Patrick Manning                                                                       | Slovenija 5:58.24 Milan Jansš Sadik Mujkič Sašo Mirjanič Janez Klemenčič                                                                                 |
| Četverac s kormilarom  | Rumunjska 5:59.37 Iulica Ruican Viorel Talapan Dimitrie Popescu Dumitru Raducanu Nicolaie Taga                                                    | Njemačka 6:00.34 Ralf Brudel Uwe Kellner Thoralf Peters Karsten Finger Hendrik Reiher                                                             | Poljska 6:03.27 Wojciech Jankowski Maciej Lasicki Jacek Streich Tomasz Tomiak Michal Cieslak                                                             |
| Osmerac                | Kanada 5:29.53 Darren Barber Andrew Crosby Michael Forgeron Robert Marland Terence Paul Derek Porter Michael Rascher Bruce Robertson John Wallace | Rumunjska 5:29.67 Iulica Ruican Viorel Talapan Vasile Nastase Claudiu Marin Danut Dobre Valentin Robu Vasile Mastacan Ioan Vizitiu Marin Gheorghe | Njemačka 5:31.00 Roland Baar Armin Eichholz Detlef Kirchhoff Manfred Klein Bahne Rabe Frank Richter Hans Sennewald Thorsten Streppelhoff Ansgar Wessling |

## Osvajači odličja - žene
| Disciplina              | Zlato | Srebro: | Bronca: |
| Samac                   | Rumunjska 7:25.54 Elisabeta Lipa | Belgija 7:26.64 Annelies Braedael | Kanada 7:28.85 Silken Laumann |
| Dvojac na pariće        | Njemačka 6:49.00 Kerstin Koppen Kathrin Boron | Rumunjska 6:51.47 Veronica Cochelea Elisabeta Lipa                                                                                                   | Kina 6:55.16 Xiaoli Gu Huali Lu |
| Četverac na pariće      | Njemačka 6:20.18 Sybille Schmidt Birgit Peter Kerstin Muller Kristina Mundt                                                                                | Rumunjska 6:24.34 Anişoara Dobre Doina Ignat Constanţa Burcica Veronica Cochelea                                                                     | Ujedinjeni sovjetski tim 6:25.07 Antonina Zelikovitch Tatiana Ustyuzhanina Ekaterina Karsten Elena Khloptseva                                                      |
| Dvojac bez kormilarke   | Kanada 7:06.22 Kathleen Heddle Marnie McBean | Njemačka 7:07.96 Ingebury Schwerzmann Stefani Werremeier                                                                                             | SAD 7:07.96 Stephanie Maxwell Pierson Anna Seaton |
| Četverac bez kormilarke | Kanada 6:30.85 Jennifer Barnes Jessica Monroe Brenda Taylor Kay Worthington                                                                                | SAD 6:31.86 Shelagh Donohoe Cynthia Eckert Carol Feeney Amy Fuller                                                                                   | Njemačka 6:32.34 Antje Frank Annette Hohn Gabriele Mehl Brite Siech                                                                                                |
| Osmerac                 | Kanada 6:02.62 Jennifer Barnes Shannon Crawford Megan Delehanty Kathleen Heddle Marnie McBean Jessica Monroe Brenda Taylor Lesley Thompson Kay Worthington | Rumunjska 6:06.26 Viorica Neculai Adriana Bazon Maria Padurariu Iulia Bulie Doina Robu Victoria Lepadatu Doina Liliana Elena Georgescu Ioana Olteanu | Njemačka 6:07.80 Sylvia Dordelmann Kathrin Haacker Christiane Harzendorf Daniela Neunast Cerstin Petersmann Dana Pyritz Annegret Strauch Ute Schell Judith Zeidler |